# マリアン・セルデス
マリアン・セルデス（Marian Seldes、1928年8月23日 - 2014年10月6日）は、アメリカ合衆国の女優。

## 人物
舞台「デストラップ（原題） / Deathtrap」では1978年から1982年まで上演された全1,809公演に出演し、最も耐久性のある女優としてギネスに認定されたことがある（その後、記録は塗り替えられてしまった）。

## 出演作品
- ナース・ジャッキー3
- 恋の終わりの始め方
- 扉をたたく人
- 奇跡のシンフォニー
- LAW & ORDER： 性犯罪特捜班 シーズン8
- バレエ・リュス　踊る歓び、生きる歓び（ナレーション）
- モナリザ・スマイル
- さよなら、さよならハリウッド
- フォルテ
- ウーマン ラブ ウーマン
- デュエット（ハリエット・ガーガン）
- ホーンティング
- ホーム・アローン3（ミセス・ヘス）
- ウィズ・ユー
- トム・ソーヤーの大冒険
- LAW & ORDER　ロー＆オーダー シーズン2
- マッド・フィンガーズ（ルース）
- 孤独の青春